# Embalse de la Concepción
Embalse de la Concepción ist ein Stausee in Andalusien. Der See des Río Verde in Istán namens Embalse de la Concepción ist auch unter dem Namen Pantano de Río Verde bekannt. Der Stausee wird von der Sierra de las Nieves eingerahmt.
Die Staumauer wurde ab 1971 erbaut und gehört seit 1973 zur wichtigsten Wasserversorgung der Costa del Sol. Der Stausee zwischen Marbella und Istán liefert Trinkwasser für rund 450.000 Bewohner der andalusischen Region.
Die Oberfläche des Embalse de la Concepción beträgt rund 214 Hektar mit einem Nutzwasservolumen von 56 Hektokubikmeter. Der höchste Punkt der Staumauer liegt auf einer Höhe 106,55 Meter über dem Meeresspiegel, der oberste Punkt der Staumauer beträgt 89 Meter und rund 70 Meter am tiefsten Punkt. Seit 1995 gehört das Gebiet zum UNESCO-Biosphärenreservat.